# 32 Brygada Pancerna (ZSRR)

Szkak bojowy 15 Korpusu Pancernego,
w tym 32 BPanc, we wrześniu 1939

32 Brygada Pancerna (ros. 32-я танковая бригада) – pancerny związek taktyczny Armii Czerwonej.

## Działania bojowe
Brygada wzięła udział w kampanii wrześniowej w składzie 4 Armii.
Rano 17 września brygada przekroczyła granicę państwową. Wykonując marsz w głąb Rzeczypospolitej, nie walczono ze zorganizowanymi oddziałami Wojska Polskiego. 22 września brygada zajęła Kobryń. W nocy tego dnia jej kompania czołgów walczyła w Horodźcu. W kolejnych dniach oddziały brygady walczyły w okolicach folwarku Polagen oraz Wielkiego Lasu. 25 września, współdziałając z 8. i 143 DS, zajęła obronę w rejonie Kobrynia z zadaniem blokowania odwrotu z Polesia zorganizowanych grup wojsk polskich kierujących się do Puszczy Białowieskie. Tego dnia jej batalion czołgów atakował grupę przeciwnika w rejonie skrzyżowania dróg Kobryń–Małoryta i Brześć–Kowel. 
W dniu agresji na Polskę brygada posiadała 220 czołgów T-26 i 5 samochodów pancernych.
Do działań na front przeciwpolski brygada wyprowadziła 250 wozów bojowych (?). Po ich zakończeniu pozostało 185 sprawnych wozów bojowych. Straty bojowe to 4 czołgi. Ponadto na trasach marszu pozostawiono 61 wozów bojowych. Zginęło 5 żołnierzy.

## Struktura organizacyjna
W 1939
- 137 batalion czołgów
- 141 batalion czołgów
- 142 batalion czołgów
- 147 batalion czołgów
- 289 batalion remontowy

## Dowódcy brygady
- płk Iwan Gryzunow(był w 1939)[6]